# Engelbrekt Engelbrektsson
Engelbrekt Engelbrektsson, né vers 1390 et mort le 4 mai 1436, est un homme d'État suédois, régent du royaume en 1435 et 1436.

## Biographie
Engelberkt Engelbrektsson, né vers 1390, était un propriétaire de mines en Dalécarlie. Il devint le chef de la révolte populaire des mineurs et des paysans suédois contre l'oppression de l'administration royale danoise, notamment en matière fiscale, personnifiée par Jösse Eriksson le Bailli, de Västerås.
Des troubles éclatèrent dès 1432, et au début de 1434, ils dégénérèrent en révolte générale. Après avoir présenté les doléances des habitants de la Dalécarlie au roi Éric de Poméranie, il prit la tête des révoltés de cette province. Malgré le soutien de l'évêque Thomas de Strängnäs, il fut abandonné par les nobles et dut conclure un armistice avec le pouvoir en novembre de la même année.
En janvier 1435, Engelbrekt convoqua à Arboga une assemblée dont firent partie non seulement les évêques et les nobles, mais aussi les représentants des villes et des paysans. Cette assemblée se considérait comme un Riksdag, le Parlement de Suède, et élit Engelbrekt comme régent du pays. Fort de cet appui populaire, ce dernier engagea le combat contre les forces royales et occupa le sud de la Suède. Le roi, qui ne contrôlait plus que quatre places fortes dont Stockholm et Kalmar, dut traiter. S'il continuera à percevoir les impôts, il renonça à la poursuite de sa politique intérieure et céda Örebro en fief au régent.
La guerre reprit au printemps 1436, mais Engelbrekt fut assassiné le 4 mai 1436 dans une île du lac Hjälmar par un noble, Magnus Bengtsson.

## Dans la littérature
Engelberkt Engelbrektsson est un des héros du roman La Malédiction des Stensson de l'auteur suédois Niklas Natt och Dag traduit par Remi Cassaigne

## Galerie

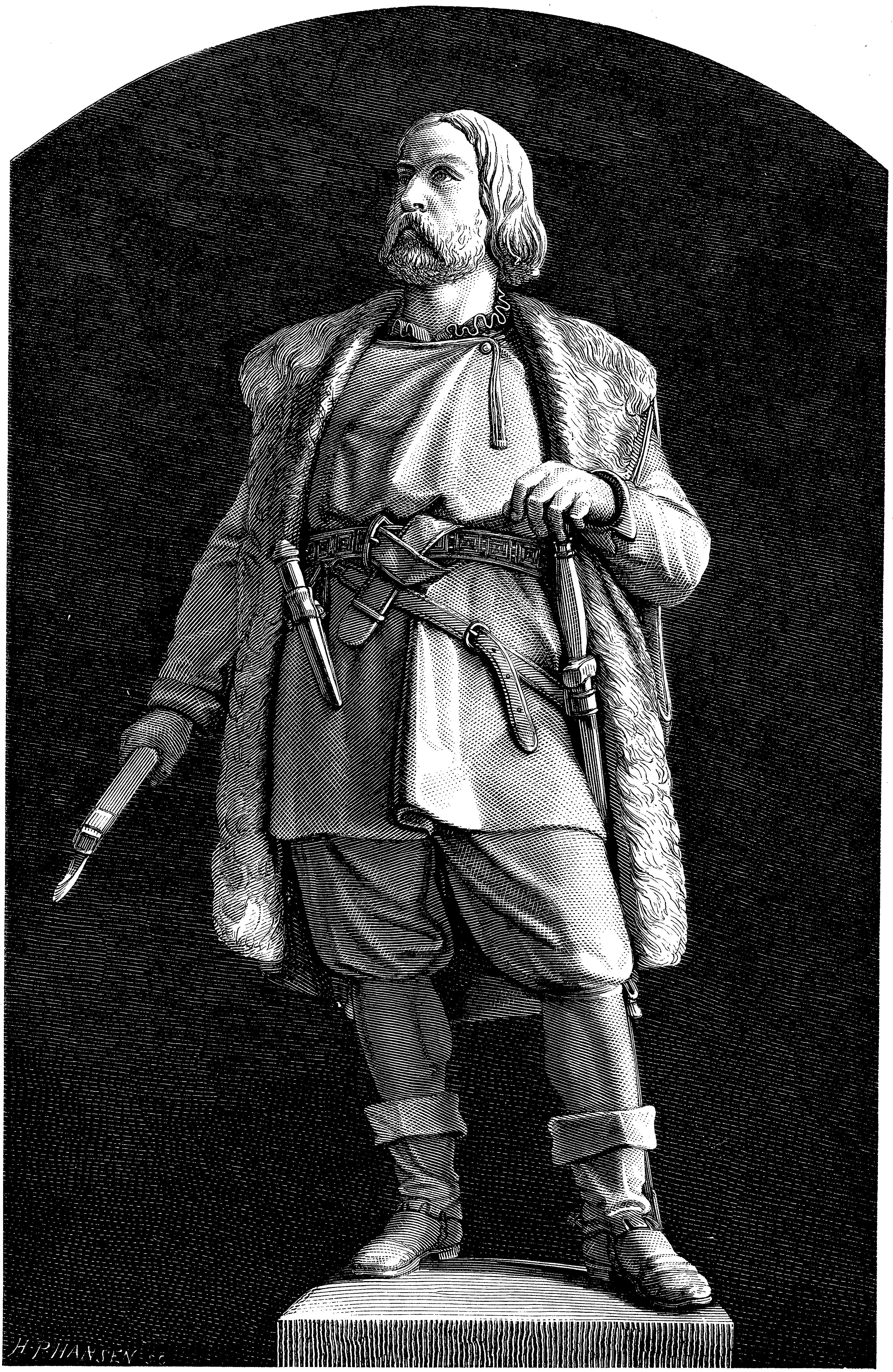
Représentation de Engelberkt Engelbrektsson de la fin du XIXe siècle. Aucun portrait contemporain n'est connu
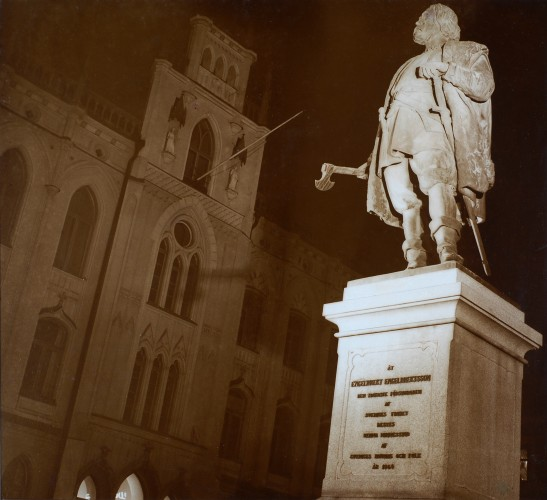
Statue d'Engelbrekt Engelbrektsson, photographie de Curt Götlin